# جابريل ليه بورديس
جابريل ليه بورديس (بالفرنسية: Jabreilles-les-Bordes)‏ هي بلدية في مقاطعة فيين العليا في منطقة أقطانية الجديدة غرب وسط فرنسا.